# Jan Vlasák (Schriftsteller)
Jan Vlasák (* 13. November 1965 in Kyjov) ist ein tschechisch-deutscher Schriftsteller.

## Leben
Jan Vlasák ist das erste von drei Kindern des tschechischen Schauspielers Jan Vlasák und der Psychologin Eliška Vlasáková. Er wuchs in den Städten Ostrava und Brno, in Mähren auf.
Sein Abitur bestand er 1986 in Prag und zog 1991 nach Berlin, wo er Geschichte und Theaterwissenschaften an der Freien Universität Berlin studierte.
Sein erstes Buch „Ein hässlicher Vorfall“ wurde 2002 in Deutschland veröffentlicht.

## Werke
- 2002: "Ein hässlicher Vorfall", R.G.Fischer Verlag, ISBN 978-3830199090
- 2010: die Erzählung "Die Schwester" erschien im Erzählband "Mord am Konradsberg", Schweizerhaus Verlag, ISBN 978-3939475118
- 2012: "Maximální eliminátor", nakladatelství BELETRIS, Praha. ISBN 978-80-87105-40-5

| Personendaten    | Personendaten                        |
| ---------------- | ------------------------------------ |
| NAME             | Vlasák, Jan                          |
| KURZBESCHREIBUNG | tschechisch-deutscher Schriftsteller |
| GEBURTSDATUM     | 13. November 1965                    |
| GEBURTSORT       | Kyjov                                |